# Евгений (Кобранов)
Епископ Евгений (в миру — Евгений Яковлевич Кобранов; 21 января 1892, село Благовещенье, Дорогобужский уезд, Смоленская губерния — 20 ноября 1937, урочище Лисья балка, близ Чимкента) — епископ Русской православной церкви, епископ Ростовский, викарий Ярославской епархии, учёный-востоковед.

## Биография
Родился в селе Благовещенье (ныне — Полибино), в семье сельского учителя, который затем стал диаконом.
В 1906 году окончил Смоленское духовное училище, в 1912 году — Смоленскую духовную семинарию, а в 1916 году — Московскую духовную академию со степенью кандидата богословия, после чего был оставлен при академии профессорским стипендиатом.
С 1916 по 1917 годы слушал лекции на Восточном факультете Петроградского университета.
В конце 1917 года рукоположён патриархом Тихоном во священника московской церкви Девяти Мучеников Кизических.
В 1918—1922 годах — помощник заведующего Музеем классического Востока.
В 1921 году был пострижен епископом Палладием (Добронравовым) в монашество в Новоспасском монастыре. С 1921 года — архимандрит, наместник, затем настоятель монастыря. Одновременно был научным сотрудником музейного отдела Главнауки.
В 1921 году был арестован, освобождён через две недели. В том же году вторично арестован и сослан в Архангельск. Освобождён досрочно.
В 1922—1923 годах примыкал к обновленческому движению, но быстро отошёл от него. 9 августа 1923 года уволен обновленцами от должности настоятеля монастыря с запещеннием в священнослужении.
В очередной раз арестован весной 1923 года, через 3,5 месяца оправдан Московским губернским судом и освобождён. Вновь арестован 18 декабря 1923 года. Верующие пытались вступиться за него, направив письмо в адрес ОГПУ, в котором, в частности, говорилось: «Гражданин Кобранов получил известность и любовь простого народа, так как он учил нас не только крестить лоб, но и отличать зло от добра».
По постановлению Комиссии ОГПУ по административным высылкам от 28 марта 1924 года приговорён к двум годам ссылки в Хиву, в ссылке занимался научными исследованиями. Освобождён досрочно в 1926 году, недолго служил в московском храме Троицы в Кожевниках.
14 марта 1926 года в Нижнем Новгороде хиротонисан во епископа Муромского, викария Владимирской епархии. Чин хиротонии совершали митрополит Нижегородский Сергий (Страгородский), епископ Переславский Дамиан (Воскресенский) и епископ Макарий (Знаменский).
Первоначально отказывался поехать в Муром, так как занимался серьёзной научной работой в области востоковедения в Москве. Однако после увещевания со стороны митрополита Сергия (Страгородского) принял назначение.
Осенью 1926 года принял активное участие в проведении тайных выборов патриарха.
С 15 сентября 1927 года — епископ Балашовский, викарий Саратовской епархии; 14 декабря того же года назначен епископом Ростовским, викарием Ярославской епархии.
Много проповедовал, читал лекции для детей, молодёжи и взрослых, приводя примеры из произведений русских классиков, доказывая существование Бога и необходимость веры. Создал бесплатную благотворительную столовую для бедных, организовал «сестричество» для оказания помощи бедным, объявил сбор пожертвований на достройку храма и столовой в селе Горинском Мологского уезда.
В составе группы архиереев Ярославской епархии 6 февраля 1928 года епископ Евгений подписал декларацию об отделении от митрополита Сергия (Страгородского), поддержав позицию своего епархиального архиерея митрополита Агафангела (Преображенского) и 11 апреля Синодом был запрещён в священнослужении, но уже 10 мая подписал заявление о возвращении в молитвенное общение с митрополитом Сергием, и 30 мая 1928 года Синод снял запрет на священнослужение.
7 августа 1928 года был арестован в Ростове, обвинён в антисоветской агитации, религиозной обработке молодёжи и присвоении административных функций (под последним понимались создание «сестричества», открытие столовой и др.); 28 октября 1928 года был приговорён к трём годам ссылки; находился в ссылке в городе Кзыл-Орде в Казахстане. В октябре 1929 года был привлечён к следствию по делу «Ярославского филиала Истинно-православной церкви» и вновь приговорён — к трём годам ссылки.
С 1931 года жил в Вологде под надзором. Проводил богослужения на дому, собирал продукты и деньги для ссыльных священнослужителей, пытался устраивать на проживание и работу духовных лиц, вернувшихся из ссылки. Одновременно работал над научными трудами — рукописями «Казахский народ», «Философия Оригена», «Вологодские святые», которые были изъяты при обыске в 1935 году.
Арестован 27 июля 1934 года и 29 ноября приговорён к трём годам ссылки, снова в Казахстан, на этот раз — в Чимкент. Там собрал большую библиотеку, начал писать историю Чимкента. Осенью 1935 года получил предписание выехать в посёлок Ленинский в 70 км от областного центра, но после обращения к генеральному прокурору СССР Вышинскому оставлен в Чимкенте. Наладил переписку с отбывавшим ссылку по соседству в посёлке Яны-Кургане митрополитом Казанским Кириллом (Смирновым), подготовил для него историческую справку о возможности хранения и вкушения мирянами Святых Даров (что часто было необходимо в условиях гонений на священнослужителей и закрытия церквей). Существует версия, что он пытался убедить митрополита Кирилла и связанных с ним примириться с митрополитом Сергием.
23 июня 1937 года был арестован по обвинению в создании «контрреволюционного центра из духовенства». Во время ареста у него отобрали рукописи «История города Чимкента», «Предки казахского народа». На допросе 25 июня следователь потребовал от него дать показания о контрреволюционной деятельности. На это ответил: «Контрреволюционной деятельностью я не занимаюсь и по этому вопросу показать ничего не могу». На следующем допросе, 29 июля, очевидно, в условиях пыток и морального давления, признал себя виновным и дал устраивающие следствие показания.
Постановлением Тройки УНКВД по Южно-Казахстанской области от 19 ноября 1937 был приговорён к расстрелу вместе с митрополитом Иосифом (Петровых) и митрополитом Кириллом (Смирновым). Расстрелян в ночь на 20 ноября 1937 года в Лисьей балке под Чимкентом.